# A Girl, a Bottle, a Boat
A Girl, a Bottle, a Boat é o décimo álbum de estúdio da banda americana Train, lançado em 27 de janeiro de 2017 pela Columbia Records. É o primeiro trabalho do grupo sem a presença do guitarrista Jimmy Stafford. Apesar de não ter participado da produção do disco, ele ainda se envolve com a banda e toca em alguns shows com eles.

## Faixas
| CD             |                                        |                                                               |         |  |
| N.º            | Título                                 | Compositor(es)                                                | Duração |  |
| 1.             | "Drink Up"                             | Pat Monahan, Al Anderson, Butch Walker                        | 3:30    |  |
| 2.             | "Play That Song"                       | Monahan, William Wiik Larsen, Frank Loesser, Hoagy Carmichael | 4:03    |  |
| 3.             | "The News"                             | Monahan, Espen Lind, Amund Bjørklund, Marius Moga             | 3:16    |  |
| 4.             | "Lottery"                              | Monahan, Amir Salem                                           | 2:34    |  |
| 5.             | "Working Girl"                         | Monahan, Jerry Becker, Walker                                 | 3:44    |  |
| 6.             | "Silver Dollar"                        | Monahan, Becker                                               | 3:01    |  |
| 7.             | "Valentine"                            | Monahan, Lind, Bjørklund, Naomi Neville                       | 3:25    |  |
| 8.             | "What Good Is Saturday"                | Monahan, Matraca Berg, Becker                                 | 3:44    |  |
| 9.             | "Loverman" (featuring Priscilla Renea) | Monahan, Renea, Neff U                                        | 2:41    |  |
| 10.            | "Lost and Found"                       | Monahan, Greg Kurstin, Walker                                 | 3:28    |  |
| 11.            | "You Better Believe"                   | Monahan, Eg White                                             | 3:43    |  |
| Duração total: | Duração total:                         | Duração total:                                                | 37:10   |  |

## Recepção
A resposta ao álbum pela crítica especializada foi mista. Stephen Thomas Erlewine, da AllMusic afirmou que A Girl, a Bottle, a Boat é "um álbum exuberante, uma celebração de tudo que faz Train uma banda tão cafona. [...] Se você está com eles, a girl a bottle a boat é divertido devido a sua vontade de agradar". Já Allan Raible, da ABC News, foi mais crítico do disco, afirmando que o álbum era "sem graça e clichê".

## Tabelas musicais
| Paradas (2017)                    | Melhor posição |
| --------------------------------- | -------------- |
| Austrália (ARIA)                  | 5              |
| Bélgica Flanders (Ultratop 50)    | 180            |
| Canadá (Billboard Albums Chart)   | 10             |
| Escócia (Official Charts Company) | 3              |
| Nova Zelândia (RMNZ)              | 2              |
| Países Baixos (MegaCharts)        | 61             |
| Suíça (Schweizer Hitparade)       | 54             |
| Reino Unido (UK Albums Chart)     | 13             |
| Estados Unidos (Billboard 200)    | 8              |

## Pessoal
Train
- Pat Monahan – vocal, guitarra acústica
- Jerry Becker – teclado, guitarra
- Hector Maldonado – baixo
- Luis Maldonado – guitarras
- Drew Shoals – bateria

Músicos adicionais
- Ron "Neff U" Feemstar – teclado
- Ilsey Juber – vocais
- William Larsen – baixo, guitarra, teclado e percussão
- Priscilla Renea – vocais em "Loverman"
- Max Schneider – vocais
- Suzy Shinn – vocais
- Jake Sinclair – vocais extras, baixo, teclado, percussão

Produção
- Ajay Bhattacharyya – produtor musical
- Taylor Carroll – engenheiro de áudio
- Mike Endert – mixagem
- Celso Estrada – engenheiro
- Ron "Neff U" Feemstar – produção
- Ted Jensen – masterização de áudio
- Doug Johnson – assistente de mixagem
- William Larsen – produtor, programação
- Suzy Shinn – programador adicional, produtor
- Jake Sinclair – produção adicional